# Vanglaini
Vanglaini is een Mizo-talig dagblad, dat uitkomt in de Indiase deelstaat Mizoram. De krant, een broadsheet, verscheen voor het eerst in 1978. De krant is eigendom van Pu K. Sapdanga en is gevestigd in Aizawl. De oplage is 30.000 exemplaren.